# .onion
.onion este un sufix TLD special, care desemnează un serviciu anonim ascuns accesibil prin intermediul rețelei Tor. Aceste adrese nu sunt nume DNS adevărate, iar TLD-ul .onion nu este în rădăcina DNS a Internetului, dar cu proxy-urile corespunzătoare instalate, programele de acces la Internet, cum ar fi browserele web, pot accesa site-uri cu adrese .onion trimițând cererea prin intermediul rețelei de servere  Tor. Scopul utilizării unui astfel de sistem este de a face atât furnizorul de informații cât și persoana ce accesează informațiile mult mai dificil de urmărit, fie una de către cealaltă, fie de un host de rețea intermediar, fie de cineva din exterior.

## Format
Adresele din TLD-ul .onion sunt, în general, hash-uri de 16 caractere alfa-semi-numerice, opace și nemnemonice, generate automat pe baza unei chei publice atunci când este configurat un serviciu ascuns. Aceste hash-uri de 16 caractere pot fi compuse din orice literă a alfabetului și din cifre zecimale de la 2 la 7, reprezentând astfel un număr pe 80 de biți în bază 32. Se poate configura și un URL .onion lizibil (de exemplu, începând cu un nume de organizație) prin generarea multor perechi de chei (un proces de calcul care poate fi paralelizat) până când se găsește un URL acceptabil.
Numele onion se referă la rutare onion⁠(d), tehnica utilizată de Tor pentru a atinge un grad de anonimat⁠(d).

## Gateway-uri WWW-.onion
Proxy-urile prin care se poate intra în rețeaua Tor, cum este Tor2web⁠(d), permit accesul la servicii ascunse unor browsere și motoare de căutare fără capabilități Tor. Folosind un gateway, utilizatorii renunță la anonimat și acordă încredere gateway-ului să le livreze conținutul corect. Atât gateway-urile, cât și serviciul ascuns pot amprenta browserul și pot accesa date despre adresa IP a utilizatorului. Unele proxy-uri folosesc tehnici de cache pentru a oferi o rată mai bună de încărcare a paginilor decât Tor Browserul oficial.

## .exit
.exit este un pseudo-TLD folosit de utilizatorii Tor pentru a indica pe loc software-ului Tor nodul lor de ieșire preferat pe care îl doresc utilizat în timp ce se conectează la un serviciu, cum ar fi un server web, fără a fi nevoie să editeze fișierul de configurare pentru Tor (torrc).
Sintaxa utilizată cu acest domeniu este hostname + .exitnode + .exit, astfel încât dacă un utilizator vrea să se conecteze la http://www.torproject.org/ prin nodul tor26, atunci trebuie să introducă URL-ul http://www.torproject.org.tor26.exit.
Printre utilizările acestei funcționalități se numără accesarea unui site disponibil numai pentru adresele dintr-o anumită țară, sau verificarea dacă un anumit nod funcționează.
Utilizatorii pot scrie și doar exitnode.exit pentru a accesa adresa IP a lui exitnode.
Notația .exit este dezactivată în mod implicit începând cu versiunea 0.2.2.1-alfa, din cauza potențialului de atacuri la nivel aplicație.

## Denumirea oficială
Domeniul a fost un sufix pseudo-TLD, similar în concept cu finaluri similare, ca .bitnet și .uucp, folosite la începuturi.
La 9 septembrie 2015, ICANN, IANA⁠(d) și IETF au desemnat .onion ca „domeniu cu utilizare specială”, oferind domeniului un statut oficial, în urma unei propuneri a lui Jacob Appelbaum⁠(d) de la Proiectul Tor și a inginerului de securitate de la Facebook Alec Muffett⁠(d).

## Suport HTTPS
Atacurile cu SSL stripping de la nodurile de ieșire malițioase din rețeaua Tor sunt un risc pentru utilizatorii care accesează site-ru tradiționale HTTPS din clearnet⁠(d). Site-uri care oferă adrese dedicate .onion pot oferi un nivel suplimentar de asigurare a identității prin intermediul certificatelor, deși criptarea în sine este redundantă, având în vedere caracteristicile native de criptare ale lui Tor.
Înainte de adoptarea CA/Browser Forum⁠(d) Ballot 144, un certificat HTTPS un nume de domeniu .onion se putea achiziționa doar prin tratarea .onion nume intern de server. Conform cerințelor de bază ale CA/Browser-ul Forum, aceste certificate se puteau elibera, dar numai cu o dată de expirare înainte de 1 noiembrie 2015. În ciuda acestor restricții, patru organizații au continuat parteneriatele cu autoritățile de certificare; acestea au fost DuckDuckGo, în iulie 2013, Facebook în octombrie 2014, Blockchain.com⁠(d) în decembrie 2014, și The Intercept⁠(d) în aprilie 2015.
În urma adoptării CA/Browser Forum Ballot 144  și desemnarea ca nume de domeniu cu „utilizare specială” în septembrie 2015, .onion îndeplinește criteriile pentru RFC 6761. Autoritățile de certificare pot emite certificate SSL pentru site-uri HTTPS .onion printr-un proces documentat în cerințele de bază CA/Browser Forum, introdus în Ballot 144.
În august 2016, 13 domenii .onion erau semnate HTTPS de 7 organizații diferite prin intermediul DigiCert⁠(d).